# Fratta Todina
Fratta Todina és un comune (municipi) de la província de Perusa, a la regió italiana d'Úmbria, situat uns 30 km al sud de Perusa. L'1 de gener de 2018 tenia 1.821 habitants.
Fratta Todina limita amb els municipis de Collazzone, Marsciano, Monte Castello di Vibio, San Venanzo i Todi.
Entre les esglésies de la població destaca la de San Sabino. Fora de la ciutat, al barri de Santa Maria della Spineta, es troba el convent del mateix nom i l'església adjunta de Santa Maria Assunta.